# Campionati europei Under-19 di hockey su pista
I Campionati europei Under-20 di hockey su pista (ingl. European U-20 Roller Hockey Championship) sono la massima competizione europea di hockey su pista per squadre nazionali maschili Under-20 e sono organizzati dal World Skate Europe Rink Hockey, che è il comitato continentale deputato a gestire tale disciplina.
Furono istituiti nel 1953 anno in cui vide la sua prima edizione con il Portogallo come vincitrice. Il vincitore del torneo si fregia del titolo di campione d'Europa Under-20 per il biennio successivo alla vittoria.
Si sono tenute cinquantadue edizioni del torneo; campione in carica è il Portogallo, che ha vinto l'edizione più recente, quella del 2021. La Spagna è la nazionale più titolata con ventiquattro titoli, a seguire vi è appunto il Portogallo con venti successi ed infine l'Italia con otto successi.

## Storia
Nel 2021 la competizione è passata dalla categoria U-20 alla categoria U-19.

## Albo d'oro
| Anno             | Ospitante        | Finale primo posto | Finale primo posto | Finale primo posto | Finale terzo posto | Finale terzo posto | Finale terzo posto | Numero di squadre |
| Anno             | Ospitante        | Vincitore          | Risultato          | 2º posto           | 3º posto           | Risultato          | 4º posto           | Numero di squadre |
| ---------------- | ---------------- | ------------------ | ------------------ | ------------------ | ------------------ | ------------------ | ------------------ | ----------------- |
| 1953 Dettagli    | Lisbona          | Portogallo         | 2 - 0              | Spagna             | Francia            | n.d.               | Belgio             | 4                 |
| 1955-56 Dettagli | Barcellona       | Spagna             | Girone finale      | Portogallo         | Italia             | Girone finale      | Germania Ovest     | 6                 |
| 1957 Dettagli    | Lisbona          | Spagna             | Girone unico       | Portogallo         | Belgio             | Girone unico       | Paesi Bassi        | 6                 |
| 1960 Dettagli    | Lisbona          | Portogallo         | Girone unico       | Spagna             | Francia            | Girone unico       | Germania Ovest     | 6                 |
| 1962 Dettagli    | Madrid           | Spagna             | Girone unico       | Germania Ovest     | Portogallo         | Girone unico       | Paesi Bassi        | 9                 |
| 1964 Dettagli    | Salamanca        | Spagna             | Girone unico       | Portogallo         | Francia            | Girone unico       | Germania Ovest     | 6                 |
| 1966 Dettagli    | Gijón            | Spagna             | Girone unico       | Portogallo         | Germania Ovest     | Girone unico       | Francia            | 6                 |
| 1968 Dettagli    | Vigo             | Spagna             | Girone unico       | Portogallo         | Italia             | Girone unico       | Germania Ovest     | 6                 |
| 1969 Dettagli    | Vigo             | Portogallo         | Girone unico       | Spagna             | Italia             | Girone unico       | Germania Ovest     | 6                 |
| 1970 Dettagli    | Novara           | Portogallo         | Girone unico       | Spagna             | Germania Ovest     | Girone unico       | Italia             | 8                 |
| 1971 Dettagli    | Iserlohn         | Portogallo         | Girone unico       | Spagna             | Italia             | Girone unico       | Paesi Bassi        | 9                 |
| 1972 Dettagli    | Reus             | Spagna             | Girone unico       | Portogallo         | Paesi Bassi        | Girone unico       | Italia             | 7                 |
| 1973 Dettagli    | Oeiras           | Spagna             | Girone unico       | Portogallo         | Paesi Bassi        | Girone unico       | Italia             | 7                 |
| 1975 Dettagli    | Darmstadt        | Portogallo         | Girone unico       | Spagna             | Italia             | Girone unico       | Paesi Bassi        | 8                 |
| 1976 Dettagli    | Barcelos         | Portogallo         | Girone unico       | Spagna             | Italia             | Girone unico       | Paesi Bassi        | 7                 |
| 1977 Dettagli    | L'Aia            | Italia             | Girone unico       | Portogallo         | Paesi Bassi        | Girone unico       | Spagna             | 8                 |
| 1978 Dettagli    | Siviglia         | Spagna             | Girone unico       | Portogallo         | Italia             | Girone unico       | Germania Ovest     | 8                 |
| 1979 Dettagli    | Herne Bay        | Spagna             | Girone unico       | Italia             | Germania Ovest     | Girone unico       | Inghilterra        | 9                 |
| 1980 Dettagli    | Barcelos         | Portogallo         | Girone unico       | Germania Ovest     | Spagna             | Girone unico       | Italia             | 9                 |
| 1981 Dettagli    | Ginevra          | Spagna             | Girone unico       | Portogallo         | Italia             | Girone unico       | Germania Ovest     | 8                 |
| 1982 Dettagli    | Pordenone        | Italia             | Girone unico       | Portogallo         | Spagna             | Girone unico       | Germania Ovest     | 9                 |
| 1983 Dettagli    | Lovanio          | Italia             | Girone unico       | Germania Ovest     | Spagna             | Girone unico       | Portogallo         | 8                 |
| 1984 Dettagli    | Noia             | Spagna             | Girone unico       | Italia             | Portogallo         | Girone unico       | Germania Ovest     | 8                 |
| 1985 Dettagli    | Parigi           | Italia             | Girone unico       | Portogallo         | Spagna             | Girone unico       | Paesi Bassi        | 9                 |
| 1986 Dettagli    | Anadia           | Italia             | Girone unico       | Portogallo         | Spagna             | Girone unico       | Svizzera           | 8                 |
| 1987 Dettagli    | Duisburg         | Spagna             | Girone unico       | Portogallo         | Italia             | Girone unico       | Germania Ovest     | 9                 |
| 1988 Dettagli    | Follonica        | Italia             | Girone unico       | Svizzera           | Portogallo         | Girone unico       | Spagna             | 9                 |
| 1989 Dettagli    | Valkenswaard     | Spagna             | Girone unico       | Italia             | Svizzera           | Girone unico       | Portogallo         | 8                 |
| 1990 Dettagli    | Follonica        | Italia             | Girone unico       | Portogallo         | Spagna             | Girone unico       | Svizzera           | 8                 |
| 1991 Dettagli    | Blanes           | Italia             | Girone unico       | Spagna             | Portogallo         | Girone unico       | Svizzera           | ?                 |
| 1992 Dettagli    | Villeneuve       | Portogallo         | Girone unico       | Italia             | Spagna             | Girone unico       | Svizzera           | ?                 |
| 1993 Dettagli    | Sesimbra         | Portogallo         | Girone unico       | Spagna             | Italia             | Girone unico       | Svizzera           | ?                 |
| 1994 Dettagli    | Wuppertal        | Portogallo         | Girone unico       | Spagna             | Germania           | Girone unico       | Italia             | ?                 |
| 1995 Dettagli    | La Roche-sur-Yon | Spagna             | Girone unico       | Italia             | Portogallo         | Girone unico       | Francia            | ?                 |
| 1996 Dettagli    | Forte dei Marmi  | Spagna             | Girone unico       | Portogallo         | Italia             | Girone unico       | Francia            | ?                 |
| 1997 Dettagli    | Vic              | Spagna             | Girone unico       | Italia             | Portogallo         | Girone unico       | Francia            | ?                 |
| 1998 Dettagli    | Viareggio        | Spagna             | Girone unico       | Portogallo         | Italia             | Girone unico       | Francia            | ?                 |
| 1999 Dettagli    | Ginevra          | Spagna             | Girone unico       | Portogallo         | Italia             | Girone unico       | Svizzera           | ?                 |
| 2000 Dettagli    | Porto            | Portogallo         | Girone unico       | Spagna             | Italia             | Girone unico       | Francia            | ?                 |
| 2001 Dettagli    | Dinan            | Spagna             | Girone unico       | Portogallo         | Italia             | Girone unico       | Svizzera           | ?                 |
| 2002 Dettagli    | Follonica        | Spagna             | Girone unico       | Italia             | Portogallo         | Girone unico       | Svizzera           | ?                 |
| 2003 Dettagli    | Vale de Cambra   | Portogallo         | Girone unico       | Spagna             | Italia             | Girone unico       | Svizzera           | ?                 |
| 2004 Dettagli    | Düsseldorf       | Spagna             | Girone unico       | Portogallo         | Italia             | Girone unico       | Svizzera           | ?                 |
| 2005 Dettagli    | Santander        | Portogallo         | Girone unico       | Spagna             | Svizzera           | Girone unico       | Francia            | ?                 |
| 2006 Dettagli    | Saint-Omer       | Spagna             | Girone unico       | Portogallo         | Italia             | Girone unico       | Svizzera           | ?                 |
| 2008 Dettagli    | Hamm             | Portogallo         | Girone unico       | Spagna             | Italia             | Girone unico       | Svizzera           | 7                 |
| 2010 Dettagli    | Viareggio        | Portogallo         | 2 - 1              | Italia             | Spagna             | 3 - 1              | Francia            | 8                 |
| 2012 Dettagli    | Saint-Omer       | Portogallo         | 4 - 3              | Spagna             | Francia e Germania | Francia e Germania | Francia e Germania | 8                 |
| 2014 Dettagli    | Valongo          | Portogallo         | 3 - 2              | Spagna             | Francia            | 2 - 1              | Italia             | 8                 |
| 2016 Dettagli    | Pully            | Portogallo         | 3 - 1              | Italia             | Spagna             | 3 - 1              | Francia            | 8                 |
| 2018 Dettagli    | Viana do Castelo | Spagna             | 3 - 2              | Italia             | Portogallo         | 7 - 2              | Germania           | 6                 |
| 2021 Dettagli    | Paredes          | Portogallo         | 4 - 1              | Spagna             | Italia             | 5 - 4              | Inghilterra        | 4                 |
| 2023 Dettagli    | Seedorf          | Portogallo         | 3 - 2              | Spagna             | Italia             | 5 - 3              | Francia            | 8                 |

### Riepilogo vittorie per nazionale
| Numero | Nazionale  | Anni |
| ------ | ---------- | --- |
| 24     | Spagna     | 1956, 1957, 1962, 1964, 1966, 1968, 1972, 1973, 1978, 1979, 1981, 1984, 1987, 1989, 1995, 1996, 1997, 1998, 1999, 2001, 2002, 2004, 2006, 2018 |
| 21     | Portogallo | 1953, 1960, 1969, 1970, 1971, 1975, 1975, 1980, 1992, 1993, 1994, 2000, 2003, 2005, 2008, 2010, 2012, 2014, 2016, 2021, 2023                   |
| 8      | Italia     | 1977, 1982, 1983, 1985, 1986, 1988, 1990, 1991                                                                                                 |

### Medagliere
| Squadra     | 1º | 2º | 3º | Tot |
| ----------- | -- | -- | -- | --- |
| Spagna      | 24 | 18 | 9  | 51  |
| Portogallo  | 21 | 21 | 8  | 50  |
| Italia      | 8  | 9  | 22 | 39  |
| Germania    | 0  | 4  | 4  | 8   |
| Svizzera    | 0  | 1  | 2  | 3   |
| Francia     | 0  | 0  | 5  | 5   |
| Paesi Bassi | 0  | 0  | 3  | 3   |
| Belgio      | 0  | 0  | 1  | 1   |